# 云霄站
云霄站是厦深铁路上的高鐵站，隶属南昌铁路局管辖，位于福建省漳州市云霄县境内，主站房建筑面积约3911平方米，车站轨顶设计高程为26.39米。站房地上共有两层，地下一层。车站无站台柱雨棚面积均为1.1万平方米，站房均采取线侧平式。火车站于2011年10月份动工，是按小型旅客车站来设计的，站场规模为2台5线，其中正线2条，到发线3条，高峰时每小时可发送旅客600人次。

## 车站周边
- 漳州长运云霄公交客运站
- 七星山风景区
- 马山小学
- 大柏山